# Утка Говард
Утка Говард (англ. Howard the Duck) — персонаж Marvel Comics, созданный сценаристом Стивом Гербером и художником Вэлом Мэйериком. Персонаж впервые появился в Adventure into Fear #19 (декабрь, 1973 года), а также в нескольких последующих выпусках. Говард — антропоморфная утка с другой планеты. Приключения Говарда, как правило, являются социальной сатирой, в то время как другие — пародии на метапрозу.

## История публикаций
Утка Говард был создан сценаристом Стивом Гербером и художником Вэлом Мэйериком и впервые появился в Adventure into Fear #19 (декабрь 1973 года), а затем в качестве второстепенного персонажа в Man-Thing. Он перестал появляться на страницах комиксов после Giant-Size Man-Thing, где он противостоял таким комичным персонажам как Адская корова и Человек-лягушка. В 1976 году он приобрёл собственный комикс под названием Howard the Duck.
Гербер написал 27 выпусков в серии (по большей части отказываясь от ужасных пародий). Комикс иллюстрировали различные художники, начиная с Фрэнка Бруннера. Для Гербера Говард был уткой из плоти и крови. Он сказал: «Если Хитрого койота задавит каток и в результате он превратится в плоский блин, то он вернётся в следующий момент; если же Говарда переедет каток, то на асфальте появится кровь». Джин Колан стал основным художником с выпуска #4. Гербер позже сказал Колану: «Это была телепатическая связь. Я увидел бы что-то в уме и вы бы это нарисовали. Я никогда не имел такого опыта с другими художниками ни до, ни после».
Спортивный лозунг: «Ложись, Америка!» из All-Night Party, которая была вымышленной политической партией, появившейся в Gerber Howard the Duck, созданная в честь Президентских выборов в США 1976 года, привела к тому, что Говард действительно получил тысячи голосов.
С 1977 по 1978 году вышел спин-офф к комиксу Howard the Duck. Первая часть была написана Гербером и иллюстрирована Коланом и Майериком, а второй частью занялись Марв Вульфман и Аллан Купперберг.
В 1978 году Гербер покинул комикс, в связи с творческими разногласиями с издательством. Этот был один из первых случаев, называемых «права создателя произведения». В результате, иск завершился конфиденциальным расчётом между Гербером и Marvel. Примерно в то же время The Walt Disney Company грозились подать иск на Marvel, считая, что Говард похож на Дональда Дака.
Серия продолжалась ещё четыре выпуска. Гербер ненадолго вернулся, так как согласно контракту был обязан описать сюжет выпуска #29. В выпуске #31 было объявлено. что он станет последним цветным выпуском, а затем серия будет перезапущена. Тем не менее, перезапущенная серия была отменена после девяти выпусков. Стать в этих выпусках утверждали, что Говард был придуман Майериком, вопреки заявлениям Гербера и Майерика. В выпуске #6 был введён термин «Дакворлд», который так ненавидел Гербер.
На протяжении нескольких лет Говард появлялся в качестве камео в других комиксах издательства Marvel, таких как Spider-Man Team-Up, She-Hulk и Ghost Rider. В 2007 году Тай Темплтон и Хуан Бобилло запустили ограниченную серию комиксов о Говарде, опубликованную вместе с Marvel Zombies.

## Биография
Говард родился в Дакворлде, мире, населённом разумными антропоморфными птицами. Видимо, Дакворлд является альтернативной версией Земли, поскольку её обитатели говорят по-английски. Говард был похищен из своего дома и попал в Эверглейдс. Это произошло из-за демона Тога. Говард с неохотой присоединился к команде Коррака-варвара вместе с Дженнифер Кейл, Дакимхом-волшебником и Лешим. Битва против Тога закончилась тем, что Говард попал в Кливленд, где столкнулся с Человеком-лягушкой и Адской коровой.
На Земле Говард повстречал модель Беверли Швицлер вместе с которой сражался против костюмированного бухгалтера Про-Рата. Говард и Беверли начали совместную жизнь, которая длилась довольно долго. В нынешнее время они расстались окончательно. Говард пытался жить на Земле как нормальный человек, что было невозможно, ввиду его необычного происхождения. Он часто сталкивался с необычными угрозами, в особенности Говард нередко сражался со своим заклятым врагом Доктором Бонгом. Благодаря сообразительности и упорству, Говард всегда выходил победителем.
Публичную известность Говард приобрёл, когда стал кандидатом в президенты США. Кто-то даже нанял убийц, чтобы устранить Говарда, однако благодаря Защитникам все они были отправлены в тюрьму. Граждане отказались верить, что Говард сможет возглавить их и отнеслись к его кандидатуре как к шутке. Говард решил остаться в мире людей. Волшебник Дакимх предсказал, что Говард имеет очень важную роль в развитии мультивселенной.
Беверли получила работу в компании доктора Бонга, который превратил Говарда в гигантскую мышь. Процесс оказался нестабильным и он прошёл через несколько других форм, прежде чем стать мышью. Бонг объединился с Кеннетом Флоггом, чтобы получить амулет Пазузу, но Говард получил его первым. Он использовал его, чтобы убить помощника Флогга. В конце концов он вновь превратился в утку. А несколько лет спустя он воссоединился с родителями и братом на бейсбольном матче в Дакворлде.

### Гражданская война
Когда начинается Гражданская война, Говард присоединяется к тем, кто считает, что необходимо принять закон о регистрации супергероев. Вскоре он узнаёт, что правительство считает, что Говард попросту не существует. Отсутствие государственного надзора совершенно не радует его. Говард также сообщает, что он насильно избавился от своих сигар.
После того, как он побеждает суперзлодея МОДОКа, его адвокат Дженнифер Уолтерс восстанавливает его гражданство, в том числе и обязанности.

### Секретное вторжение
Во время Секретного вторжения, Говард был замечен как часть армии, противостоящей скруллам. Он был замечен с пистолетом, прислонённом к шее скрулла. После вторжения он допрашивал одного из космических захватчиков. Когда Брайана Майкла Бендиса спросили о Говарде, он сказал: «Этот персонаж появился в шести выпусках. Я никогда не буду писать слова Утки Говарда».

### Marvel Зомби 5
В сюжете Marvel Zombies 5 Говард с Земли-616 объединяется с Человеком-машиной во время путешествия по мультивселенной, сражаясь с зомби.

### Страх во плоти
Во время событий Fear Itself Говард формирует команду Зловещая четвёрка, в которую вошли Женщина-Халк, Монстр Франкенштейна и Ночной ястреб. Они были собраны для борьбы с Лешим.

## Силы и способности
Говард не владеет никакими сверхчеловеческими силами, однако является мастером боевого искусства с его родной планеты, известного как кряк-фу. В прошлом он обнаружил у себя некие магические способности и сам Доктор Стрэндж предложил ему помощь в их развитии, однако Говард отказался.
Иногда Говард использовал силовую броню под названием Железная утка. Помимо бронежилета, костюм включал в себя механизмы для высоких прыжков и огнемёты в обеих руках.

## Альтернативные версии

### Amalgam Comics
В реальности Amalgam Говард сливается с Лобо и становится Уткой Лобо. Этот персонаж имеет собственный one-shot.

### MC2
Говард показан как учитель боевых искусств с завязанными глазами.

### Marvel Zombies
Альтернативная версия Говарда заражается зомби-вирусом. Он заражает Эша Уилльямса (персонаж кинотрилогии «Зловещие мертвецы»), кусая его в голову, после чего он съедает мозг. Затем Говард был убит Алой ведьмой.

### Ultimate Marvel
В ограниченной серии Ultimate Comics: Armor Wars изображение Говарда можно заметить на рекламном щите .

## Вне комиксов

### Телевидение
- Кевин Майкл Ричардсон озвучил Говарда в мультсериале «Совершенный Человек-паук». Человек-паук находит утку Говарда в лаборатории Курта Коннорса и говорит, что он слишком странный для того, чтобы стать научным проектом Питера Паркера и Люка Кейджа. Говард упомянул, что знает кряк-фу.
- Также в мультсериале «Совершенный Человек-паук» есть эпизод во втором сезоне, серия № 8 «Карнаж», когда Человек-паук представляет, в кого же его хочет превратить Зелёный Гоблин, введя пауку усовершенствованного симбиота. Одним из представляемых вариантов был Утка Говард.
- В мультсериале «Халк и агенты У.Д.А.Р.А.» Говард появляется в эпизоде Коллекционер, где является частью коллекции Коллекционера.
- Говард присутствует в мультсериале Стражи Галактики, он появился здесь в третьем сезоне и представлен как давний знакомый Ракеты, с которым у него давнее противостояние.

### Кино
- В 1986 году «Lucasfilm» и «Universal Studios» выпустили совместный фильм «Говард-утка». Помимо Говарда (который был изображён актёром в утином костюме) единственным персонажем из оригинальных комиксов Marvel стала Беверли Швицлер, хотя здесь она является рок-звездой. В результате эксперимента с лучом телепортации Говард оказывается на Земле в американском городе Кливленде. Противником Говарда становится Тёмный повелитель, одержимый идеей привести на Землю своих братьев для её захвата. В итоге Говард помогает отразить вторжение и остаётся на Земле как новый менеджер группы Беверли.
- Утка Говард, озвученный Сетом Грином[29] появляется в сцене после титров фильма «Стражи Галактики»[30]. Здесь он является живым экспонатом музея Коллекционера[31].
- В августе 2014 года режиссёр фильма «Стражи Галактики» Джеймс Ганн заявил: «Возможно Говарду будет уделено больше внимания в следующих фильмах Кинематографической вселенной Marvel, но если люди думают, что они хотят дать Говарду самостоятельный фильм, то этого не произойдёт как минимум четыре года. После этого, кто знает?»[32].
- Утка Говард появляется в качестве камео в фильме «Стражи Галактики. Часть 2».
- Утка Говард появляется в качестве камео в фильме «Мстители: Финал». Вероятно, он пережил Щелчок Таноса, после которого половина существ во вселенной исчезают, а также натиск Таноса на Забвении, так как он покинул Забвение ещё до того, когда сам Танос прибыл за Камнем Реальности.

### Другие комиксы
- В Savage Dragon/Destroyer Duck Гербер утверждал, что Говард и Беверли сменили свои имена на Леонарда Дака и Ронду Мартини и что в последний раз они были замечены в Чикаго, в то время как утка, вернувшаяся в Marvel — «пустой товарный знак, клон». Это случилось потому что Том Бревурт пригласил Гербера, из-за того, что лишь он написать комикс о Говарде. Затем Гербер заметил Говарда в Ghost Rider и в Generation X и почувствовал себя обманутым[33]
- В Megaton Man Дона Симпсона присутствует персонаж по имени Гусь Говер, который является пародией на Утку Говарда[34].
- В серии Эльвира — повелительница тьмы персонаж Гусь Гордон появляется в #49, 58 и 59.
- В комиксе Top 10 #8 можно заметить утку, которая очень сильно смахивает на Говарда (отличительный знак синяя шляпа и куртка).
- В некоторых выпусках Maxx присутствует Говард, наряду с другими вымышленными героями.

### Видеоигры
- Наряду с фильмом 1986 года, Activision выпустила одноимённую игру для Commodore 64, ZX — Spectrum и Apple II.
- Утка Говард появляется как часть карты в игре «Ultimate Marvel vs. Capcom 3».
- Говард является играбельным персонажем в игре «Lego Marvel Super Heroes», а также антагонистом в миссии, где он и Стервятник нападают на офис Marvel, чтобы достать новый фильм. В игре он вооружён ракетной установкой[35].

## Коллекционные издания
- «Essential Howard the Duck» включает «Fear» #19, «Giant-Size Man-Thing» #4-5, «Howard The Duck» #1-27, «Howard The Duck Annual» #1 и «Marvel Treasury Edition» #12, 592 страниц, Март 2002, ISBN 978-0785108313
- «Howard the Duck Omnibus» включает Fear #19, «Man-Thing» #1, «Giant-Size Man-Thing» #4-5, Howard the Duck #1-33, Marvel Treasury Edition #12 и «Marvel Team-Up» #96, 808 страниц, Август 2008, ISBN 978-0785130239
- «Spider-Man Strange Adventures» включает «Howard the Duck» #1, 176 страниц, Ноябрь 1996, ISBN 978-0785102212
- «Howard the Duck» включает «Howard the Duck» vol. 3 #1-6, 144 страниц, Сентябрь 2002, ISBN 978-0785109310
- «Howard the Duck: Media Duckling» включает «Howard the Duck» vol. 4 #1-4, 128 страниц, Апрель 2008, ISBN 978-0785127765